# Ajanina
Ajanina – organiczny związek chemiczny z grupy O-metyloizoflawonów, należących do flawonoidów. Jest 3,7,4'-tri-O-metylopochodną kwercetyny i głównym bioflawonoidem w Croton schiedeanus. Może być otrzymywana syntetycznie.

## Właściwości
Znany jest efekt blokujący ajaniny na nadciśnienie wywołane noradrenaliną, zachodzący poprzez mechanizm, który wymaga uwolnienia tlenku azotu i następnie aktywacji cyklazy guanylowej. Ajanina jest niezbyt silnym środkiem rozszerzającym naczynia krwionośne i tchawicę. Ostatnie badania także dowiodły, że ajanina hamuje wytwarzanie interleukiny 4 z bazofili. Ajanina ma także potencjalne zastosowanie w leczeniu astmy.

## Biosynteza
Enzym 4'-O-metylotransferaza 3,7-dimetylokwercetyny używa S-adenozylometioniny i ramnazyny, by wyprodukować S-adenozylohomocysteinę i ajaninę.